# 青山丘
青山 丘（あおやま たかし、1941年4月11日 - 2019年1月9日）は、日本の政治家。位階は従三位。勲等は旭日大綬章。
衆議院議員（9期）、衆議院沖縄及び北方問題に関する特別委員長、衆議院労働委員長、文部科学副大臣などを歴任。

## 概要

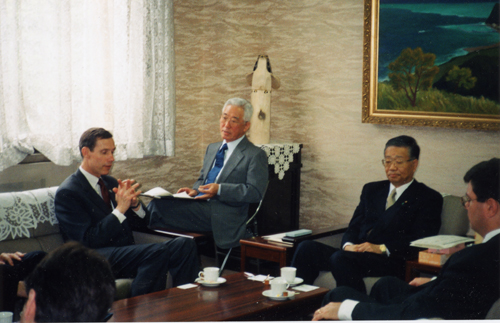
2002年、文部科学省にてアメリカ合衆国海洋大気庁の長官コンラッド・ラウテンバッハー（左から1人目）、長官首席補佐官スコット・レイダー（右から1人目）と。

愛知県瀬戸市生まれ。1964年に慶應義塾大学法学部法律学科を卒業後、青山硝子に入社。
1971年、瀬戸市議会議員選挙に立候補し当選。自由民主党に所属し、以後2期務める。
衆院選立候補にあたり自民党の公認を得られなかったため、1976年第34回衆議院議員総選挙に民社党から立候補し当選する。以後、落選を挟んで9回の当選を果たすことになる。民社党では最後の国会対策委員長に就任。
1990年の第39回衆議院議員総選挙では落選するが、1993年の第40回衆議院議員総選挙で日本新党から推薦を受けて当選し、国政に復帰する。
1994年12月、新進党の結党に参加。小沢一郎に近い立場を取り、新進党分裂後は、小沢について自由党に参加した。しかし、自自連立後は、自由民主党への合流を指向するようになり、2000年の自由党分裂では保守党に参加する。しかし、選挙区の愛知7区には自由民主党公認の鈴木淳司が既にいたため、選挙協力と引き換えに自由民主党に入党。鈴木との間でコスタリカ方式を結び、自身は比例区（比例東海ブロック）から当選。
自民党では志帥会に参加。2001年、小泉内閣が成立すると、文部科学副大臣に任命される。
2005年7月5日の郵政民営化法案の衆議院本会議採決で反対票を投じた。同8月21日、自由民主党を離党し、田中康夫を代表とする新党日本立党記者会見に参加、副代表に就任する。同9月11日、第44回衆議院議員総選挙に比例東海ブロックより立候補するが、あと一歩届かず落選。
2006年5月、国民新党に加入、国民新党参議院比例区第1支部長に就任。
2007年7月29日の第21回参議院議員通常選挙で国民新党公認で比例区から立候補したが、次点で落選。
2009年8月30日の第45回衆議院議員総選挙で前回と同様に比例東海ブロック（国民新党1位）より立候補したが落選。
2011年6月の春の叙勲で、旭日大綬章を受章する。
2019年1月9日、胆管がんのため、死去した。77歳没。死没日付をもって従三位に叙された。

## 政策・人物

### 統一教会との関係
- 2010年12月3日、統一教会（現・世界平和統一家庭連合）の関連団体「全国拉致監禁・強制改宗被害者の会」は日比谷野外音楽堂で決起集会を開き、梶栗正義が挨拶をした。青山は来賓として出席し、信者脱会を支援する牧師を批判した[9]。
- 2013年12月21日、統一教会の関連団体「日韓トンネル推進愛知県民会議」が設立され、青山は会長に就任した[10]。
- 2018年8月28日開会の半田市議会9月定例会に、統一協会の関連団体「アジアと日本の平和と安全を守る全国フォーラム」の愛知県支部は、緊急事態基本法の早期制定の意見書採択を求める陳情書を提出した。提出時、青山は同支部の会長を務めていた[11]。

### その他
- 北朝鮮への経済制裁に賛成[12]。
- 選択的夫婦別姓制度に賛成[13]。
- 西春町長を務めた上野政夫は元秘書。

## 所属していた議員連盟
- 真の人権擁護を考える懇談会
- 例外的に夫婦の別姓を実現させる会